# Сибиуская архиепископия
Сибиуская архиепископия (рум. Arhiepiscopia Sibiului, серб. Сибињска архиепископија, венг. Nagyszebeni főegyházmegye, нем. Erzdiözese Hermannstadt) — епархия Румынской православной церкви с центром в городе Сибиу. Входит в состав Трансильванской митрополии. Действует на территории жудецов Сибиу и Брашов.
Архиепископ Сибиуский одновременно является митрополитом Трансильванским и управляет Трансильванской митрополией. Правящим архиепископом с 2005 года является Лаврентий (Стреза). Викарием архиепископии с 2015 года является епископ Фэгэрашский Иларион (Урс).

## История
В конце XVII века, после присоединения Трансильвании к Империи Габсбургов и перехода митрополита Афанасия (Ангела) в католицизм, православная Трансильванская митрополия с центром в Алба-Юлии была упразднена. После смерти архиепископа Мараморошского Иосифа (Стойки) в 1711 году православные Трансильвании оказались без архиерейского возглавления.
Только в 1761 году, после многочисленных протестов и беспорядков и благодаря настоянию России, австрийские власти разрешили восстановить православную епархию, но не в Алба-Юлии, а в городе Германштадте (Сибиу). Первоначально Сибиуская епархия находилась под управлением Будимских епископов автокефальной Карловацкой митрополии. Только 6 ноября 1783 года, по рекомендации митрополита Карловацкого Моисея (Путника), император Иосиф II подписывает указ о назначении архимандрита Гедеона (Никитича) епископом Трансильванским. 1 июля 1784 года он был возведён на кафедру в Сибиу. В начале 1786 года 981 приход епархии были поделены на 31 благочиние. Следует отметить, что до 1811 года кафедра находилась не в самом городе, а в близлежащем селе Рэшинари.
24 декабря 1864 года императорским указом из Карловацкой патриархии была выделена Германштадтская митрополия, получившая автокефальный статус. Кроме Германштадтской (Сибиуской) архиепископии в митрополию вошли Арадская и новообразованная Карансебешская епархии. В 1919 году митрополия включена в состав Румынской православной церкви.
В 1949 году жудец Хунедоара был передан в состав Арадской епархии. В 1975 году восстановлена епархия Алба-Юлии. В 1994 году жудец Ковасна передан в состав новообразованной Ковасненской и Харгитской епархии

## Благочиния
По состоянию на 2019 год приходы архиепископии разделена на 10 протопопий (благочиний):
- Брашов — 52 прихода и 16 миссионерских единиц[10]
- Сибиу — 67 приходов и 7 миссионерских единиц[11]
- Фэгэраш — 79 приходов и 6 миссионерских единиц[12]
- Медиаш — 64 прихода и 3 миссионерские единицы[13]
- Бран-Зэрнешти — 39 приходов и 2 миссионерские единицы[14]
- Сэчеле — 37 приходов и 3 миссионерские единицы[15]
- Сэлиште — 53 прихода и 1 миссионерская единица[16]
- Рупя — 31 приход и 9 миссионерских единиц[17]
- Авриг — 41 приход и 2 миссионерские единицы[18]
- Агнит — 41 приход и 9 миссионерских единиц[19]

## Монастыри
На 2019 год в жудеце Брашов действует 10 монастырей и 5 скитов:
1. Монастырь Успения Пресвятой Богородицы
2. Монастырь Рождества Пресвятой Богородицы — Фэгет (Бохолц)
3. Монастырь Святого Апостола Андрея
4. Монастырь Святого Георгия
5. Монастырь Преображения Господня
6. Монастырь Святого Николая
7. Монастырь Покрова Пресвятой Богородицы
8. Монастырь Святого Иоанна Крестителя
9. Монастырь Святого Пантелеимона — Колцул-Килиилор
10. Монастырь Собора Святых Апостолов
11. Скит Святого Иоанна Крестителя (Раду Негру)
12. Скит Рождества Пресвятой Богородицы
13. Скит Воскресения Румынских Святых (Собора Румынских Святых)
14. Скит Воскресения Всех Святых
15. Скит Святых Равноапостольных Константина и Елены
16. Скит Святого Ефрема Нового

В жудеце Сибиу действуют 8 монастырей и 7 скитов:
1. Монастырь Святых Апостолов Петра и Павла
2. Монастырь Рождества Пресвятой Богородицы
3. Монастырь Святой Троицы
4. Монастырь Рождества Пресвятой Богородицы — Мэгура
5. Монастырь Успения Пресвятой Богородицы
6. Монастырь Святой Троицы
7. Монастырь Святого Пророка Илии
8. Монастырь Воздвижения Креста Господня
9. Скит Преображения Господня
10. Скит Святого Великомученика Георгия — Фолтя
11. Скит Рождества Пресвятой Богородицы
12. Скит Святого Иоанна Иакова Хозевита
13. Скит Вознесения Господня
14. Скит Святого Серафима Саровского
15. Скит Покрова Пресвятой Богородицы

## Архиереи
- Гедеон (Никитич) (1784 — 20 ноября 1788)
- Герасим (Адамович) (1789—1796)
- Василий (Мога) (23 апреля 1811 — 17 октября 1845)
- Андрей (Шагуна) (18 апреля 1848 — 28 июня 1873)
- Прокопий (Ивачкович) (7 сентября 1873 — 31 июля 1874)
- Мирон (Романул) (21 ноября 1874 — 16 октября 1898)
- Иоанн (Мециану) (31 декабря 1898 — 3 февраля 1916)
- Василий (Мангра) (29 октября 1916 — 14 октября 1918)
- Иоанн (Папп) (октябрь 1918 — май 1920) в/у, еп. Арадский
- Николай (Бэлан) (30 мая 1920 — 6 августа 1955)
- Иустин (Моисеску) (15 марта 1956 — 19 января 1957)
- Николай (Колан) (23 мая 1957 — 15 апреля 1967)
- Николай (Младин) (8 июня 1967 — 1 августа 1981)
- Антоний (Плэмэдялэ) (10 января 1982 — 29 августа 2005)
- Лаврентий (Стреза) (с 13 ноября 2005 года)